# 名山觀音殿
名山觀音殿位於四川省雅安市名山縣，文物遺址年代判定為明。2012年7月16日公佈為第八批四川省文物保護單位。
名山觀音殿位於四川省雅安市名山縣馬嶺鎮康樂村，坐西向東，占地面積約232平方米。台基用條石圍砌，素面。木構梁架抬粱式，八架椽袱四椽袱用四柱，重簷歇山式屋頂，上、下均施斗拱，明間補間鋪座用兩朵。面闊五間18米，明間寬5.2米，次問寬3.9米，稍間寬2.5米，進深三間11.5米，通高7米。明間兩側各立一通碑（後人搬遷于此）。距《名山縣誌》（清、民國版〉和碑刻題記，“始建於明代洪武二年”。名山觀音殿具有較高的歷史、藝術和科學價值，為研究明代建築藝術提供了實物資料。1987年，名山觀音殿被名山縣人民政府公佈為縣級文物保護單位。